# Paramyxovirus-3-Infektion
Die Paramyxovirus-3-Infektion ist eine Viruskrankheit bei Vögeln, die durch das Aviäre Paramyxovirus 3 (APMV-3, Syn. Avian paraavulavirus 3) hervorgerufen wird. Sie kommt weltweit vor und befällt eine Vielzahl von Vogelarten.
Bei Puten verursacht sie eine Erkrankung mit Husten, Nasenausfluss und Sinusitis infraorbitalis (Entzündung des Sinus infraorbitalis). Bei Hühnerküken führt die Erkrankung zu einem Zurückbleiben im Wachstum. Bei vielen Singvögeln und Papageien verläuft die Infektion mit neurologischen Symptomen und wird deshalb auch als Drehkrankheit, Taumelkrankheit, Kreisläufersyndrom der Sittiche oder englisch Avian rotator disease bezeichnet.
Eine Behandlung ist nicht möglich.